# The Best (album của Girls' Generation)
The Best là album tuyển tập đầu tiên của nhóm nhạc nữ K-pop Girls' Generation. Nó được phát hành vào ngày 23 tháng 7 năm 2014 tại Nhật Bản và bao gồm những đĩa đơn của nhóm từ năm 2010 đến năm 2014, tức những bài hát trong những album phòng thu tiếng Nhật trước đây của nhóm, Girls' Generation, Girls & Peace và Love & Peace. Album được ra mắt dưới ba định dạng: 2CD+Blu-ray, CD+DVD và CD.

## Phát hành
Vào ngày 5 tháng 6 năm 2014, Girls' Generation tiết lộ rằng nhóm sẽ phát hành album tuyển tập tiếng Nhật mang tên 'The Best' vào ngày 23 tháng 7. Album bao gồm những bài hit tiếng Nhật của nhóm trước đây cùng với 2 bài hát tặng thêm là phiên bản tiếng Nhật của "Mr. Mr." và một bài hát mới mang tên "Indestructible". Chỉ có phiên bản giới hạn đầy đủ mới có ca khúc "Hoot" và "The Boys". Album cũng bao gồm những video âm nhạc, những đoạn phỏng vấn và những đoạn phim trong quá trình thực hiện album.
Album được phát hành dưới 3 phiên bản: giới hạn đầy đủ, giới hạn và thông thường. Tất cả phiên bản đều có một CD.

## Diễn biến trên bảng xếp hạng
Ngay khi phát hành, album tuyển tập này của Girls' Generation đã đứng đầu bảng xếp hạng Oricon. Theo bảng xếp hạng này, vào ngày 23 tháng 7 năm 2014, The Best đã đứng đầu doanh số album bán ra với 37,104 bản được tiêu thụ. Sau 1 tuần phát hành, album bán được hơn 75,000 bản, đứng đầu bảng xếp hạng album hằng tuần của Oricon. Nhờ đó, Girls' Generation lập nên một kỉ lục mới khi trở thành nhóm nhạc nữ nước ngoài (trừ Nhật Bản) đầu tiên tại châu Á có 3 album (cùng với Girls' Generation và Love & Peace) đứng hạng 1 tại bảng xếp hạng này. Album đứng hạng nhất 12 ngày liên tiếp trên bảng xếp hạng hằng ngày của Oricon, bán hơn 100,000 bản và được chứng nhận vàng khi chưa đầy 2 tuần ra mắt.

## Danh sách ca khúc
| Danh sách chính thức | Danh sách chính thức                                   | Danh sách chính thức                                                                          | Danh sách chính thức                                                                                       | Danh sách chính thức                          | Danh sách chính thức |
| STT                  | Nhan đề                                                | Phổ lời                                                                                       | Phổ nhạc                                                                                                   | Nằm trong album                               | Thời lượng           |
| -------------------- | ------------------------------------------------------ | --------------------------------------------------------------------------------------------- | --- | --------------------------------------------- | -------------------- |
| 1.                   | "Genie" (Phiên bản Nhật)                               | Kanata Nakamura, Yoo Young-jin                                                                | Fridolin Nordso Schjoldan, Nermin Harambasic, Robin Jensen, Ronny Svendsen, Anne Judith Wik, Yoo Young-jin | Girls' Generation                             | 3:42                 |
| 2.                   | "Gee" (Phiên bản Nhật)                                 | Kanata Nakamura, E-Tribe                                                                      | E-Tribe | Girls' Generation                             | 3:21                 |
| 3.                   | "Run Devil Run" (Phiên bản Nhật)                       | Kanata Nakamura, Hong Ji-Yu                                                                   | Alex James, Michael Busbee, Kalle Engström                                                                 | Girls' Generation                             | 3:21                 |
| 4.                   | "Mr. Taxi"                                             | STY                                                                                           | STY, Scott Mann, Chad Royce, Paolo Prudencio, Allison Veltz                                                | Girls' Generation                             | 3:33                 |
| 5.                   | "Bad Girl"                                             | Hiro                                                                                          | Hiro, Jörgen Elofsson, Jesper Jakobson, Lauren Dyson                                                       | Girls' Generation                             | 3:44                 |
| 6.                   | "Hoot" (Phiên bản Nhật, phiên bản giới hạn đầy đủ)     | Kanata Nakamura, John Hyunkyu Lee                                                             | Alex James, Lars Halvor Jensen, Martin Michael Larsson                                                     | Girls' Generation                             | 3:17                 |
| 7.                   | "The Boys" (Phiên bản Nhật, phiên bản giới hạn đầy đủ) | Yoo Young-jin                                                                                 | DOM, Richard Garcia, Taesung Kim, Teddy Riley                                                              | Girls' Generation Re:package Album ~The Boys~ | 3:51                 |
| 8.                   | "Time Machine"                                         | Andy Love, Hiro                                                                               | Robert Habolin, Marlene Strand                                                                             | Girls' Generation Re:package Album ~The Boys~ | 3:53                 |
| 9.                   | "Paparazzi"                                            | Fredrik Thomander, Johan Becker, Junji Ishiwatari                                             | Miles Walker                                                                                               | Girls & Peace                                 | 3:47                 |
| 10.                  | "Oh!" (Phiên bản Nhật)                                 | Kenzie, Nozomi Maezawa, Kim Jungbae, Kim Younghu                                              | Kenzie | Girls & Peace                                 | 3:09                 |
| 11.                  | "All My Love is for You"                               | Junji Ishiwatari, Sebastian Thott, Didrik Thott, Robin Lerner                                 | Sebastian Thott                                                                                            | Girls & Peace                                 | 3:43                 |
| 12.                  | "Flower Power"                                         | Johan Gustafson, Fredrik Häggstam, Sebastian Lundberg, Nasa Aprisia Florida, Junji Ishiwatari | Trinity | Girls & Peace                                 | 3:18                 |
| 13.                  | "Beep Beep"                                            | Jeff Miyahara, Anne Judith Wik, Ronny Svendsen, Nermin Harambasic, Robin Jenssen              | Dsign Music                                                                                                | Love & Peace                                  | 3:21                 |
| 14.                  | "Love & Girls"                                         | Kamikaoru                                                                                     | Erik Lidbom, Ronny Svendsen, Anne Judith Wik                                                               | Love & Peace                                  | 3:07                 |
| 15.                  | "Galaxy Supernova"                                     | Kamikaoru, Frederik Nordsø Schjoldan, Fridolin N. Schjoldan, Martin Hedegaard                 | Kamikaoru, Frederik Nordsø Schjoldan, Fridolin N. Schjoldan, Martin Hedegaard                              | Love & Peace                                  | 3:09                 |
| 16.                  | "My Oh My"                                             | Erik Lewander, Ylva Dimberg, Louis Schoorl                                                    | Erik Lewander, Ylva Dimberg, Louis Schoorl                                                                 | Love & Peace                                  | 3:10                 |
| 17.                  | "Mr.Mr." (Phiên bản Nhật)                              | Kim Hee Jeong, Cho Yoon Kyung                                                                 | The Underdogs                                                                                              | Chưa ra mắt trước đây                         | 3:55                 |
| 18.                  | "Indestructible"                                       | Kamikaoru                                                                                     | Claire Rodrigues, Albi Albertsson, Chris Meyer                                                             | Chưa ra mắt trước đây                         |                      |

| Đĩa 2: Phiên bản giới hạn - các thành viên chọn (CD) | Đĩa 2: Phiên bản giới hạn - các thành viên chọn (CD) | Đĩa 2: Phiên bản giới hạn - các thành viên chọn (CD)       | Đĩa 2: Phiên bản giới hạn - các thành viên chọn (CD)            | Đĩa 2: Phiên bản giới hạn - các thành viên chọn (CD) | Đĩa 2: Phiên bản giới hạn - các thành viên chọn (CD) |
| STT                                                  | Nhan đề                                              | Phổ lời                                                    | Phổ nhạc                                                        | Nằm trong album                                      | Thời lượng                                           |
| ---------------------------------------------------- | ---------------------------------------------------- | ---------------------------------------------------------- | --------------------------------------------------------------- | ---------------------------------------------------- | ---------------------------------------------------- |
| 1.                                                   | "The Great Escape" (được chọn bởi Hyoyeon)           | STY                                                        | STY, Andre Merritt, E.Kidd Bogart, Greg Ogan, Spencer Nezey     | Girls' Generation                                    | 3:49                                                 |
| 2.                                                   | "Blue Jeans" (được chọn bởi Jessica)                 |                                                            |                                                                 | Love & Peace                                         | 3:28                                                 |
| 3.                                                   | "Flyers" (được chọn bởi Seohyun)                     | Steven Lee, Sebastian Thott, Didrik Thott                  | Sebastian Thott                                                 | Love & Peace                                         | 4:03                                                 |
| 4.                                                   | "Not Alone" (được chọn bởi Sooyoung)                 | Erik Nyholm, Patrick Hamilton                              | Erik Nyholm, Patrick Hamilton                                   | Girls & Peace                                        | 3:31                                                 |
| 5.                                                   | "Karma Butterfly" (được chọn bởi Sunny)              | Grace Tither, Christian Vinten                             | Christian Vinten                                                | Love & Peace                                         | 3:12                                                 |
| 6.                                                   | "Stay Girls" (được chọn bởi Taeyeon)                 | Sebastian Thott, Andreas Öberg, Melanie Fontana, Kenn Kato | Sebastian Thott                                                 | Girls & Peace                                        | 3:20                                                 |
| 7.                                                   | "Let It Rain" (được chọn bởi Tiffany)                | Hiro                                                       | Hiro, Love, Habolin                                             | Girls' Generation                                    | 3:40                                                 |
| 8.                                                   | "Born to Be a Lady" (được chọn bởi by Yoona)         | Kanata Nakamura                                            | Leah Haywood, Daniel James, Shelly Peiken                       | Girls' Generation                                    | 3:56                                                 |
| 9.                                                   | "Beautiful Stranger" (được chọn bởi by Yuri)         | Hiro                                                       | Hiro, Leah Haywood, Daniel James, Carl Sturken, Evan Rogers     | Girls' Generation                                    | 2:42                                                 |
| 10.                                                  | "Into the New World" (bonus)                         | Kim Jeong Bae                                              | Kenzie                                                          | Baby Baby                                            | 4:25                                                 |
| 11.                                                  | "Kissing You" (bonus)                                | Lee Jae Myung                                              | Lee Jae Myung                                                   | Baby Baby                                            | 3:18                                                 |
| 12.                                                  | "Gee" (phiên bản tiếng Hàn) (bonus)                  | E-Tribe                                                    | E-Tribe                                                         | Gee                                                  | 3:20                                                 |
| 13.                                                  | "Mr. Taxi" (phiên bản tiếng Hàn) (bonus)             | STY                                                        | STY, Scott Mann, Chad Royce, Paolo Prudencio, Allison Veltz     | The Boys / Mr. Taxi                                  | 3:32                                                 |
| 14.                                                  | "Dancing Queen" (bonus track)                        | Yoon Hyo-sang, Jessica Jung, Tiffany Hwang                 | Stephen Andrew Booker, Aimee Ann Duffy, Kenzie                  | I Got a Boy                                          | 3:35                                                 |
| 15.                                                  | "I Got a Boy" (bonus)                                | Yoo Young Jin                                              | Will Simms, Anne Judith Wik, Sarah Lundbäck Bell, Yoo Young Jin | I Got a Boy                                          | 4:31                                                 |

| Phiên bản Famima (CD) | Phiên bản Famima (CD)                  | Phiên bản Famima (CD) |
| STT                   | Nhan đề                                | Thời lượng            |
| --------------------- | -------------------------------------- | --------------------- |
| 1.                    | "Genie" (phiên bản tiếng Nhật)         | 3:42                  |
| 2.                    | "Gee" (phiên bản tiếng Nhật)           | 3:21                  |
| 3.                    | "Run Devil Run" (phiên bản tiếng Nhật) | 3:21                  |
| 4.                    | "Mr. Taxi" (phiên bản tiếng Nhật)      | 3:33                  |
| 5.                    | "Paparazzi"                            | 3:47                  |
| 6.                    | "Oh!" (Japanese ver.)                  | 3:09                  |
| 7.                    | "Flower Power"                         | 3:18                  |
| 8.                    | "Love & Girls"                         | 3:07                  |
| 9.                    | "Galaxy Supernova"                     | 3:09                  |
| 10.                   | "Chain Reaction" (bonus)               | 3:06                  |

| Phiên bản giới hạn đầy đủ (Blu-ray) | Phiên bản giới hạn đầy đủ (Blu-ray)                                             | Phiên bản giới hạn đầy đủ (Blu-ray) |
| STT                                 | Nhan đề                                                                         | Thời lượng                          |
| ----------------------------------- | ------------------------------------------------------------------------------- | ----------------------------------- |
| 1.                                  | "Genie" (MV phiên bản tiếng Nhật)                                               |                                     |
| 2.                                  | "Genie" (MV phiên bản vũ đạo tiếng Nhật)                                        |                                     |
| 3.                                  | "Gee" (MV phiên bản tiếng Nhật)                                                 |                                     |
| 4.                                  | "Gee" (MV phiên bản vũ đạo tiếng Nhật)                                          |                                     |
| 5.                                  | "Run Devil Run" (MV phiên bản tiếng Nhật)                                       |                                     |
| 6.                                  | "Run Devil Run" (MV phiên bản vũ đạo tiếng Nhật)                                |                                     |
| 7.                                  | "Mr. Taxi" (MV phiên bản tiếng Nhật)                                            |                                     |
| 8.                                  | "Mr. Taxi" (MV phiên bản vũ đạo tiếng Nhật)                                     |                                     |
| 9.                                  | "Bad Girl"                                                                      |                                     |
| 10.                                 | "Time Machine"                                                                  |                                     |
| 11.                                 | "Paparazzi"                                                                     |                                     |
| 12.                                 | "Paparazzi" (Phiên bản vũ đạo GOLD)                                             |                                     |
| 13.                                 | "Oh!" (MV phiên bản tiếng Nhật)                                                 |                                     |
| 14.                                 | "Oh!" (MV phiên bản vũ đạo tiếng Nhật)                                          |                                     |
| 15.                                 | "All My Love is For You"                                                        |                                     |
| 16.                                 | "Flower Power"                                                                  |                                     |
| 17.                                 | "Flower Power" (MV Phiên bản vũ đạo)                                            |                                     |
| 18.                                 | "Beep Beep"                                                                     |                                     |
| 19.                                 | "Love & Girls"                                                                  |                                     |
| 20.                                 | "Love & Girls" (MV Phiên bản vũ đạo)                                            |                                     |
| 21.                                 | "Galaxy Supernova"                                                              |                                     |
| 22.                                 | "Galaxy Supernova" (MV Phiên bản vũ đạo)                                        |                                     |
| 23.                                 | "My oh My"                                                                      |                                     |
| 24.                                 | "Into The New World"                                                            |                                     |
| 25.                                 | "少女時代"                                                                      |                                     |
| 26.                                 | "Kissing You"                                                                   |                                     |
| 27.                                 | "Gee" (MV phiên bản tiếng Hàn)                                                  |                                     |
| 28.                                 | "Genie" (MV phiên bản tiếng Hàn)                                                |                                     |
| 29.                                 | "Oh!" (MV phiên bản tiếng Hàn)                                                  |                                     |
| 30.                                 | "Run Devil Run" (MV phiên bản tiếng Hàn)                                        |                                     |
| 31.                                 | "Run Devil Run" (MV phiên bản cốt truyện tiếng Hàn)                             |                                     |
| 32.                                 | "Hoot" (MV phiên bản tiếng Hàn)                                                 |                                     |
| 33.                                 | "Hoot" (MV phiên bản vũ đạo tiếng Hàn)                                          |                                     |
| 34.                                 | "The Boys" (MV phiên bản tiếng Hàn)                                             |                                     |
| 35.                                 | "The Boys" (MV phiên bản tiếng Anh)                                             |                                     |
| 36.                                 | "I Got a Boy"                                                                   |                                     |
| 37.                                 | "Mr. Mr."                                                                       |                                     |
| 38.                                 | "Everyday Love <Từ sự kiện Free Live "LOVE&PEACE" ở Yokohama-Arena 2013.12.14>" |                                     |
| 39.                                 | "Mr. Taxi <Split Screen ver.>"                                                  |                                     |
| 40.                                 | "Phỏng vấn từng thành viên"                                                     |                                     |
| 41.                                 | "Thực hiện THE BEST <studio>"                                                   |                                     |
| 42.                                 | "GIRLS' GENERATION LIVE HISTORY 2010-2014"                                      |                                     |

| Phiên bản giới hạn (DVD) | Phiên bản giới hạn (DVD)                         | Phiên bản giới hạn (DVD) |
| STT                      | Nhan đề                                          | Thời lượng               |
| ------------------------ | ------------------------------------------------ | ------------------------ |
| 1.                       | "Genie" (MV phiên bản vũ đạo tiếng Nhật)         |                          |
| 2.                       | "Gee" (MV phiên bản vũ đạo tiếng Nhật)           |                          |
| 3.                       | "Run Devil Run" (MV phiên bản vũ đạo tiếng Nhật) |                          |
| 4.                       | "Mr. Taxi" (MV phiên bản vũ đạo tiếng Nhật)      |                          |
| 5.                       | "Paparazzi" (Phiên bản vũ đạo GOLD)              |                          |
| 6.                       | "Oh!" (MV phiên bản vũ đạo tiếng Nhật)           |                          |
| 7.                       | "Flower Power" (MV phiên bản vũ đạo)             |                          |
| 8.                       | "Love & Girls" (MV phiên bản vũ đạo)             |                          |
| 9.                       | "Galaxy Supernova" (MV phiên bản vũ đạo)         |                          |
| 10.                      | "Genie" (MV Look Back)                           |                          |
| 11.                      | "Gee" (MV Look Back)                             |                          |
| 12.                      | "Mr. Taxi" (MV Look Back)                        |                          |
| 13.                      | "Run Devil Run" (MV Look Back)                   |                          |
| 14.                      | "Bad Girl" (MV Look Back)                        |                          |
| 15.                      | "Time Machine" (MV Look Back)                    |                          |
| 16.                      | "Paparazzi" (MV Look Back)                       |                          |
| 17.                      | "Oh!" (MV Look Back)                             |                          |
| 18.                      | "All My Love is For You" (MV Look Back)          |                          |
| 19.                      | "Flower Power" (MV Look Back)                    |                          |
| 20.                      | "Love & Girls" (MV Look Back)                    |                          |
| 21.                      | "Galaxy Supernova" (MV Look Back)                |                          |
| 22.                      | "My oh My" (MV Look Back)                        |                          |
| 23.                      | "Phỏng vấn từng thành viên"                      |                          |
| 24.                      | "Thực hiện THE BEST <location>"                  |                          |

| Phiên bản Famima (CD) | Phiên bản Famima (CD)            | Phiên bản Famima (CD) |
| STT                   | Nhan đề                          | Thời lượng            |
| --------------------- | -------------------------------- | --------------------- |
| 1.                    | "Genie" (Phiên bản Nhật)         |                       |
| 2.                    | "Gee" (Phiên bản Nhật)           |                       |
| 3.                    | "Run Devil Run" (Phiên bản Nhật) |                       |
| 4.                    | "Mr. Taxi"                       |                       |
| 5.                    | "Paparazzi"                      |                       |
| 6.                    | "Oh!" (Phiên bản Nhật)           |                       |
| 7.                    | "Flower Power"                   |                       |
| 8.                    | "Love & Girls"                   |                       |
| 9.                    | "Galaxy Supernova"               |                       |
| 10.                   | "Chain Reaction"                 |                       |

## Bảng xếp hạng và chứng nhận

### Bảng xếp hạng Oricon
| Bảng xếp hạng | Vị trí cao nhất | Doanh số ra mắt | Doanh số tổng cộng |
| ------------- | --------------- | --------------- | ------------------ |
| Hàng ngày     | 1               | 37.104          | 175,988+           |
| Hàng tuần     | 1               | 74.921          | 175,988+           |
| Hàng tháng    | 4               | 106.398         | 175,988+           |

### Chứng nhận
| Nơi chứng nhận  | Chứng nhận | Doanh số chứng nhận |
| --------------- | ---------- | ------------------- |
| Nhật Bản (RIAJ) | Vàng       | 100.000+            |